# João de Oliveira
Pour les articles homonymes, voir João Oliveira et Oliveira.
João de Oliveira est un footballeur portugais né le 22 mai 1906 et mort à une date inconnue. Il évoluait au poste de milieu de terrain.

## Biographie

### En club
João de Oliveira est joueur du Benfica Lisbonne de 1928 à 1934,.
Il remporte avec le club lisboète deux Campeonatos de Portugal en 1930 et en 1931, seule compétition nationale avant le début de la première division portugaise,.
João de Oliveira est aussi Champion de Lisbonne en 1933,.

### En équipe nationale
International portugais, il reçoit une unique sélection en équipe du Portugal : le 12 avril 1931, il joue une rencontre amicale contre l'Italie (défaite 0-2 à Porto).

## Palmarès
Benfica Lisbonne
- Campeonato de Portugal (1) :
  - Vainqueur : 1929-30 et 1930-31.

- Championnat de Lisbonne (1) :
  - Champion : 1932-33.